# Mayabunder
Mayabunder è un villaggio dell'India di 3.182 abitanti, capoluogo del distretto di Andaman Settentrionale e Centrale, nel territorio federato delle Andamane e Nicobare.

## Geografia fisica
Mayabunder è situata a 12° 55' 60 N e 92° 55' 60 E e si trova al livello del mare